# Robertus ungulatus
Robertus ungulatus là một loài nhện trong họ Theridiidae.
Loài này thuộc chi Robertus. Robertus ungulatus được miêu tả năm 1944 bởi Theodor Vogelsanger.